# The (International) Noise Conspiracy
The (International) Noise Conspiracy, ou The (I)nc, é uma banda de garage rock com influências do punk rock, formada por Dennis Lyxzén, Inge Johansson, Lars Strömberg, Ludwig Dahlberg e Sara Almgren. Dennis formou o The (I)nc logo após o fim de sua banda anterior, Refused. O The (I)nc se orgulha de suas raízes em outras quatro bandas, de onde vieram seus integrantes, Totalt Jävla Mörker (Johansson), Separation (Strömberg), Saidiwas (Dahlberg e Almgren) e Doughnuts (Almgren).
Influenciados por uma citação do cantor folk Phil Ochs, a banda passou a buscar uma mistura entre música e política que fosse, "uma mistura entre Elvis Presley e Che Guevara." Além disso, segundo o encarte de seu álbum de estréia, The First Conspiracy, a banda procura combater a função da música como espetáculo, conceito tomado da obra de Guy Debord, Sociedade do espetáculo.
Muito se discute entre os fãs sobre a ideologia marxista da banda e sua posição como comunistas, definição que os próprios se atribuem. No entanto, não pertencem a nenhuma posição socialista tradicional e são contrários a hierarquia e aos estados. Muito do imaginário e das letras da banda revelam influências situacionistas e anarquistas.

## Integrantes
- Dennis Lyxzén (vocal)
- Inge Johansson (baixo)
- Lars Strömberg (guitarra)
- Ludwig Dahlberg (bateria)

### Ex-integrantes
- Sara Almgren (órgão e guitarra)

## Discografia

### Álbuns
- The First Conspiracy (1999, G7 Welcoming Committee Records)
- Survival Sickness (2000, Burning Heart Records)
- A New Morning, Changing Weather (2001, Burning Heart Records)
- Armed Love (2004, American Recordings)
- The Cross Of My Calling (2008, American Recordings)

### Álbuns ao vivo
- Your Choice Live Series (2002, Your Choice Records)
- Live At Oslo Jazz Festival (2003, Moserobie Music Production)
- (Live EP) (2005, American Recordings)

### EPs e singles
- The Conspiracy 7" (1999, Premonition Records)
- Abolish Works 7" (1999, The Black Mask Collective)
- T.I.M.E.B.O.M.B. 7" (1999, Carcrash Records)
- The Subversive Sound Of The Conspiracy 7" (1999, Trans Solar Records)
- Smash It Up EP (2000, Big Wheel Recreation)
- The Reproduction Of Death EP (2001, Sub Pop Records)
- Capitalism Stole My Virginity EP (2001, G7 Welcoming Committee Records)
- Up For Sale EP (2002, Sympathy for the Record Industry)
- Bigger Cages, Longer Chains EP (2003, Burning Heart/Epitaph Records)
- Black Mask EP (2004, Burning Heart Records)
- A Small Demand EP (2004, Burning Heart Records)

### Compilações/outros
- Separation / T(I)NC (1999 colaboração com Separation, The Black Mask Collective)
- Take Penacilin Now (compilação, 2005, G7 Welcoming Committee Records)

## Videografia
- "Smash It Up"
- "The Reproduction of Death"
- "Capitalism Stole My Virginity"
- "Up For Sale"
- "Black Mask"
- "A Small Demand" vídeo em alta definição